# Preta
Preta (dewanagari  प्रेत ,'ten, który odszedł', też pareta – 'ten, który odszedł w dal',
hindi pret) – kategoria istot mitycznych w hinduizmie, reprezentująca duchy osób zmarłych w stosunkowo niedawnym czasie.
Preta w literaturze powedyjskiej reprezentuje składniki niematerialne, które pozostały po kremacji zmarłego. Jest to forma przejściowa bytu pośmiertnego. Preta przeistacza się w istotę pitry ('przodek, ojciec'), jeśli do roku czasu męski potomek zmarłego przeprowadzi ceremonię sapindikarana. Wtedy duch preta wkracza do krainy 'ojców' o nazwie pitryloka. Zaniechanie przeprowadzenia rytuału sapindikarana, skutkuje przeistoczeniem się ducha zmarłego człowieka w istotę typu bhuta.
Zasadniczo preta jest przychylny ludziom. Zamieszkuje obszary miejsc kremacji, cmentarze i pola bitew. Siedziba ich istoty nadrzednej to pretaradźapura ('gród króla pretów').